# Nazionale maschile di pallavolo dell'Italia
La nazionale maschile di pallavolo dell'Italia è una squadra europea composta dai migliori giocatori di pallavolo dell'Italia ed è posta sotto l'egida della Federazione Italiana Pallavolo.

## Storia

### Primi anni

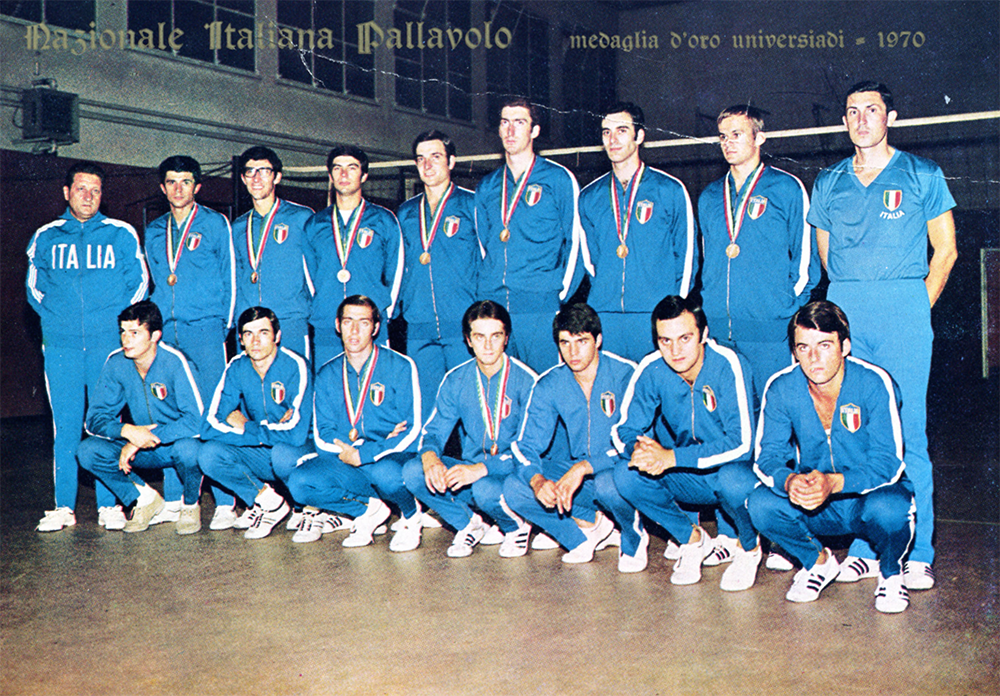
La nazionale vincitrice della VI Universiade a Torino (1970)

La nazionale italiana conquistò la sua prima medaglia internazionale (un bronzo) nel 1948, in occasione dei campionati europei. Tuttavia l'Italia era nettamente inferiore alle forti nazionali dei paesi dell'Est Europa, e per questo motivo nel corso dei trent'anni successivi conseguì affermazioni solo in tornei snobbati dalle nazionali più quotate, come l'oro ai Giochi del Mediterraneo nel 1959 e l'argento nel 1963. Nel 1970 l'Italia vinse la VI Universiade, cinque anni dopo giunse seconda nei VII Giochi del Mediterraneo, mentre nel 1976 debuttò ai Giochi Olimpici, evento a cui sarà sempre presente nelle successive edizioni.

### La rivelazione nel 1978
È in occasione del Campionato mondiale 1978 che l'Italia si innamora del volley: la squadra di Carmelo Pittera gioca in casa e stupisce tutto il mondo del volley, superando il girone di primo turno con tre vittorie in tre partite, le prime due con Belgio ed Egitto (entrambe 3-0) seguite dalla prima sorpresa con la vittoria 3-1 sulla Cina; nel girone di secondo turno l'Italia debutta con il Brasile, vincendo in cinque set, poi supera la Germania Est per 3-1 e travolge per 3-0 la Bulgaria, mentre nell'ultima gara del girone l'Italia viene travolta 3-0 dall'Unione Sovietica. Nonostante la sconfitta, l'Italia accede alla semifinale contro la forte squadra cubana, e vince 3-1 tra lo stupore di tutti gli appassionati di pallavolo del mondo; in finale però c'è di nuovo l'Unione Sovietica che non lascia scampo agli azzurri, sommergendoli con un secco 3-0.
Nonostante la sconfitta, l'Italia del volley è contenta per aver visto all'opera una squadra competitiva, al punto che la stampa la ribattezzerà gabbiano d'argento: il nome deriva dal documentario realizzato in occasione di quei campionati da Giulio Berruti, considerato ancora oggi un vero cult per il mondo della pallavolo. In casa azzurra c'era però la sensazione di aver perso l'unica e irripetibile occasione di vincere un torneo importante.
Nei cinque anni successivi l'Italia torna a essere una squadra di secondo piano; vince ancora i Giochi del Mediterraneo nel 1983, ma per il resto è poca cosa. Tuttavia i miglioramenti rispetto agli anni precedenti sono notevoli; infatti, in precedenza le grandi squadre erano solite "travolgere" gli azzurri, mentre in questi anni le grandi nazionali si rendono conto delle difficoltà che devono affrontare scontrandosi con la rappresentativa azzurra (pur continuando a vincere).
Nel 1984 un'altra favola: al torneo olimpico di Los Angeles 1984 (privato delle nazionali dell'Est Europa, come reazione al boicottaggio degli Stati Uniti alle Olimpiadi di Mosca di quattro anni prima) l'Italia arriva fino alla semifinale, conquistando poi il bronzo. Ma anche stavolta c'è chi pensa di aver perso l'occasione della vita; fino al 1989 l'Italia continua a lottare per piazzamenti d'onore.

### Lagenerazione di fenomeni

#### L'era Velasco e il dominio assoluto

Julio Velasco

Nel 1989 sulla panchina azzurra giunge Julio Velasco: l'allenatore e i giocatori da lui plasmati (tra i quali Andrea Zorzi, Luca Cantagalli, Andrea Lucchetta, Paolo Tofoli, Lorenzo Bernardi, Andrea Gardini, Pasquale Gravina, Andrea Giani, Samuele Papi e Ferdinando De Giorgi) daranno vita nel decennio a seguire a un ciclo di successi assolutamente eccezionale e la squadra sarà ribattezzata generazione di fenomeni. L'era di trionfi inizia nel 1989, quando l'Italia vince a sorpresa il campionato europeo. Subito dopo arriva la conferma ai vertici mondiali con l'argento in Coppa del Mondo, dietro Cuba.
Il 1990 è il primo di una serie di anni d'oro per l'Italia. La FIVB fa partire la World League, nella cui prima edizione l'Italia vince il girone eliminatorio, batte la quotata Unione Sovietica al quinto set in semifinale e sconfigge i Paesi Bassi in finale con un secco 3-0. Nello stesso anno gli azzurri vincono i Goodwill Games, ma la prima grande impresa degli uomini di Velasco avviene al campionato mondiale 1990. L'Italia si piazza seconda nel proprio girone (vincendo con Camerun e Bulgaria e venendo sconfitta da Cuba a qualificazione raggiunta), quindi elimina la Cecoslovacchia negli ottavi (3-0), l'Argentina nei quarti (3-0) e il Brasile paese ospitante in semifinale (3-2), per poi trionfare nella finale contro Cuba per 3-1, con l'ultimo punto di Lorenzo Bernardi dopo 9 match ball. Avendo vinto il mondiale, l'Italia viene invitata all'World Top Four maschile 1990, dove supera agevolmente il Giappone, ma viene sconfitta in finale dall'Unione Sovietica al tie-break.

La nazionale del 1989, all'inizio della cosiddetta generazione di fenomeni, vincitrice di lì a pochi mesi del suo primo titolo europeo

Nel 1991 il ciclo azzurro di vittorie continua: l'Italia vince l'oro alla World League 1991 e ai Giochi del Mediterraneo, mentre al campionato europeo cede in finale all'Unione Sovietica. Dopo la mancata partecipazione alla Coppa del Mondo, nel 1992 gli azzurri vincono la World League per la terza volta in tre edizioni, battendo per 3-1 Cuba in finale, ma perdono clamorosamente l'occasione di vincere il titolo olimpico venendo sconfitti ai quarti di finale dai Paesi Bassi per 3-2.
Nel 1993 l'Italia vince la Grand Champions Cup e il campionato europeo, battendo in entrambi i casi i Paesi Bassi in finale (prendendosi così la rivincita per la sconfitta alle Olimpiadi) e dando inizio a una vera e propria rivalità sportiva tra le due nazionali, che si spartiranno i principali trofei negli anni futuri. Gli azzurri perdono, invece, la semifinale della World League 1993 contro i padroni di casa del Brasile, futuro campione, e devono accontentarsi del bronzo.
Nel 1994 l'Italia non lascia nulla alle altre squadre. La nazionale debutta in estate classificandosi seconda (dopo la Russia, anche se solo per differenza di set) nel girone eliminatorio della World League 1994. Si qualifica così per il girone dei quarti di finale del torneo (giocato a Milano), in cui si piazza terza alle spalle di Brasile e Bulgaria. In semifinale batte nettamente i bulgari per 3-0 e in finale regola Cuba con il medesimo punteggio, aggiudicandosi il quarto oro in cinque edizioni del torneo.

I tifosi italiani accolgono il ritorno in patria della nazionale nel 1990, dopo la vittoria del primo titolo mondiale

In ottobre gli azzurri vanno in Grecia per il campionato mondiale 1994 con l'obiettivo di difendere il titolo conquistato quattro anni prima in Brasile. Gli azzurri vincono il girone di primo turno (nonostante la sconfitta al quinto set contro il Giappone nell'ultima gara), sconfiggono la Grecia (3-0) padrona di casa agli ottavi e poi la Russia (3-1) ai quarti. In semifinale è Cuba a cedere allo strapotere azzurro con un netto 3-1. In finale l'Italia affronta ancora i rivali dei Paesi Bassi, che stavolta vengono regolati con un netto 3-1; l'Italia vince l'ultimo set addirittura per 15-1. Essendo arrivata sul podio al mondiale, l'Italia viene invitata a giocare il World Top Four maschile 1994, dove supera i tre avversari del girone senza problemi: Stati Uniti (3-0), Paesi Bassi (3-1) e Giappone (3-1). In semifinale regola ancora gli Stati Uniti (3-1) e in finale sconfigge per l'ennesima volta gli olandesi (3-1).
Nel 1995 si ripetono appieno i successi del trionfale anno precedente, con la squadra azzurra che vince i tre tornei a cui prende parte: la Coppa del Mondo, il campionato europeo (entrambi ai danni dei Paesi Bassi) e la World League (ai danni del Brasile). Con queste vittorie l'Italia trionfa in tutti i principali tornei del mondo, eccetto i giochi olimpici, e per le Olimpiadi di Atlanta 1996 viene considerata da molti la favorita.

I pallavolisti azzurri posano dopo il terzo trionfo consecutivo in World League nel 1992

Il 1996 è l'anno della delusione più grande della storia della pallavolo italiana: al torneo olimpico di Atlanta la nazionale sbaraglia tutti gli avversari vincendo tutte le cinque partite del girone di primo turno, senza mai perdere nemmeno un set. Ai quarti di finale, poi, perde il primo set con l'Argentina, ma recupera vincendo gli altri tre e accede dunque alle semifinali, dove gli azzurri dominano e vincono per 3-1 con la Jugoslavia, presentandosi da favoriti alla finale. All'ultimo atto i Paesi Bassi (già affrontati e sconfitti 3-0 nel girone eliminatorio) si prendono la più pesante delle rivincite: battono per 3-2 l'Italia e vendicano le sconfitte patite negli anni precedenti, superando di nuovo l'Italia a livello olimpico, come avvenuto quattro anni prima. Nello stesso anno l'Italia perde anche la finale di World League, ancora contro gli olandesi e ancora al quinto set.
Al termine di questo ciclo sfortunato, Velasco decide di lasciare la panchina azzurra.

#### L'era Bebeto
Nel 1997 l'Italia si rimette in piedi, con il nuovo commissario tecnico Paulo Roberto de Freitas, semplicemente Bebeto, che cerca di colmare il vuoto lasciato dal suo pluridecorato predecessore chiamando in nazionale nuovi elementi e dando fiducia ad alcuni giovani già scoperti da Velasco. Alla World League 1997 l'Italia sconfigge Cuba nella finale e si aggiudica il suo sesto titolo in otto edizioni (prendendosi anche la rivincita con gli olandesi nel girone finale), poi all'europeo gioca un ottimo girone e si qualifica per la semifinale, ma ancora una volta gli olandesi si mettono tra gli azzurri e il successo e stavolta sono loro a spuntarla con un secco 3-0; nella finale di consolazione l'Italia sconfigge la Francia e conquista il bronzo, continuando la tradizione che la vuole sempre sul podio nel torneo continentale dal 1989 in poi.

L'Italia di Bebeto che prese parte alla World League 1998 e che, di lì a pochi mesi, vincerà il terzo mondiale consecutivo

Nel 1998 per la prima volta da anni gli azzurri non partono come gli uomini da battere in vista del mondiale di novembre; i favori del pronostico, infatti, vanno agli olandesi campioni olimpici ed europei. Una condizione che pare trovare conferma nel percorso di avvicinamento al torneo iridato, in cui l'Italia, pur con l'attenuante di una rosa sperimentale, in luglio consegue un deludente quarto posto nella World League 1998 giocata a Milano, rimanendo per la prima volta fuori dal podio in questa competizione. Pur degradati al ruolo di outsider, al mondiale d'autunno gli azzurri si riconfermano un po' a sorpresa ai vertici del volley planetario, aggiudicandosi il terzo titolo consecutivo (primi nella storia a riuscire nell'impresa) dopo aver eliminato in semifinale il Brasile e ottenuto una facile vittoria (3-0) con la Jugoslavia.
Nonostante tutto alla fine dell'anno il commissario tecnico Bebeto lascia la panchina azzurra.

#### L'era Anastasi, successi e delusioni
Nel 1999 l'Italia viene guidata da Andrea Anastasi. L'arrivo del nuovo commissario tecnico sembra continuare i successi dei suoi due predecessori: in estate la nazionale italiana conquista la World League '99 (3-1 su Cuba), e in settembre si ripete all'europeo (sulla Russia), ma in dicembre arriva solo terza nella Coppa del Mondo superata da Russia e Cuba. I risultati bastano però a garantirsi l'accesso alle Olimpiadi di Sydney 2000.
Nel frattempo l'Italia vince la World League 2000 a Rotterdam (dove la nazionale di casa dei Paesi Bassi naufraga, uscendo dalle migliori del mondo), dopo aver battuto in finale ancora la Russia (3-1). Al torneo olimpico 2000 l'Italia, trascinata da Andrea Sartoretti (alla fine del torneo secondo nella classifica dei top-scorer), vince il girone del primo turno imbattuta, sconfiggendo in sequenza Corea del Sud (3-0), Jugoslavia (3-2), Argentina (3-0), Russia (3-1) e Stati Uniti (3-1); ai quarti poi batte l'Australia (3-1) e riaffronta gli slavi in semifinale, dove gli azzurri incappano in una sconfitta per 3-0. Nella finale per il terzo posto l'Italia sconfigge 3-0 l'Argentina conquistando la medaglia di bronzo.

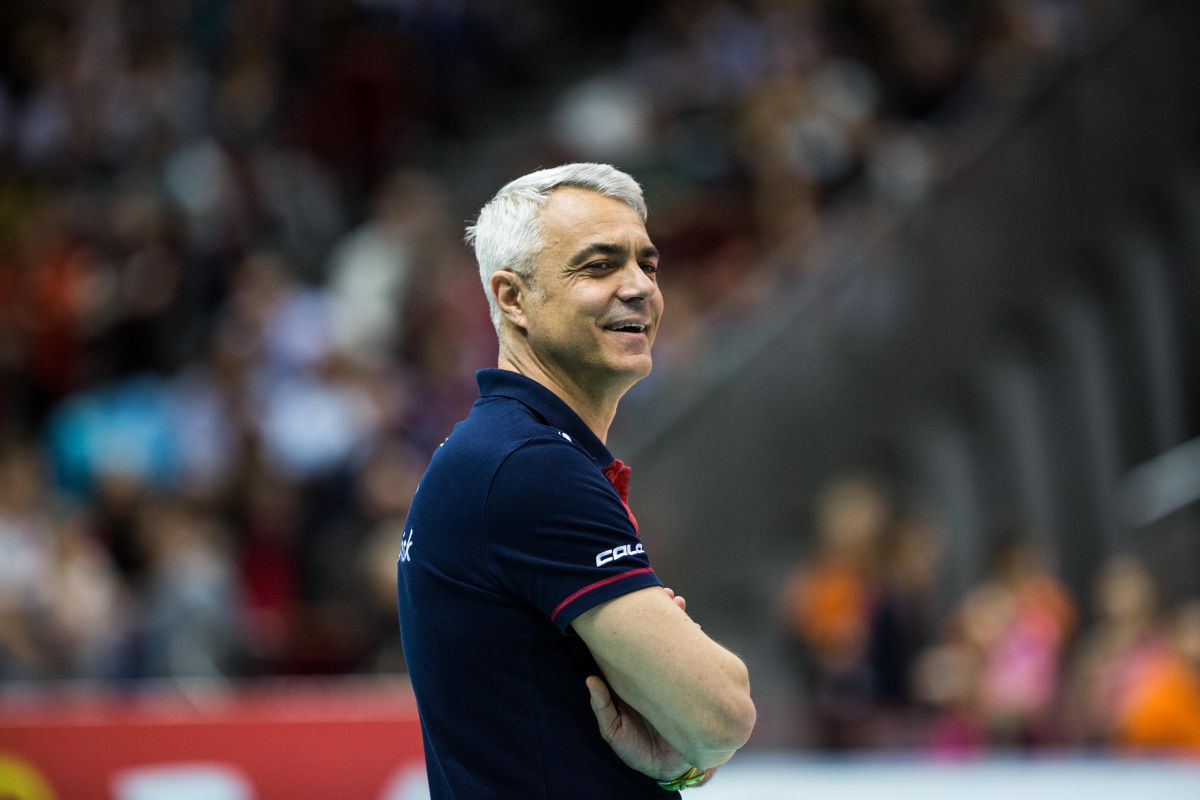
Andrea Anastasi

Nel 2001 l'Italia arriva in finale nella World League, ma viene sconfitta dal Brasile; in estate poi vince i Giochi del Mediterraneo sotto la guida temporanea del coreano Kim Ho-chul, volando poi a Ostrava per il Campionato europeo. Nel girone eliminatorio l'Italia (nelle cui file sono tornati giocatori del passato come Lorenzo Bernardi) supera Ungheria (3-0), Germania (3-1) e Polonia (3-0), poi cede nettamente ancora con la Serbia e Montenegro (3-0); nell'ultima gara basta vincere due set con la Francia per accedere alle semifinali: l'Italia perde 3-2 ma si qualifica ugualmente. Nella semifinale vince 3-0 contro i padroni di casa e in finale incontra di nuovo la Serbia e Montenegro, uscendo sconfitta ancora per 3-0.
Nel 2002 l'Italia è chiamata a difendere il suo titolo mondiale. Alla World League non raggiunge tuttavia il podio, e nel Mondiale non fa meglio: dopo un primo turno con due vittorie contro Croazia e Canada e una sconfitta al quinto set contro la Polonia, uscirà nei quarti di finale contro il Brasile (futuro campione). Per la prima volta dal 1989 la nazionale conclude l'anno senza nessuna medaglia.

### L'era Montali

Gian Paolo Montali

Nel 2003 sulla panchina azzurra arriva Gian Paolo Montali: in quell'anno l'Italia vince la medaglia di bronzo alla World League 2003 (vinta dal Brasile). A settembre però riesce a vincere l'Europeo: dopo avere dominato il girone di qualificazione l'Italia batte la quotata Russia per 3-0 in semifinale e in finale supera al quinto set la Francia (già battuta nel girone del primo turno). Lo stesso anno gli azzurri arrivano secondi dietro il Brasile (divenuto nel frattempo leader mondiale) nella Coppa del mondo e guadagnano l'accesso alle Olimpiadi di Atene.
Il 2004 è l'anno olimpico, l'Italia arriva in finale alla World League 2004, ma perde nettamente con il Brasile davanti al pubblico di Roma. Al torneo olimpico di Atene l'Italia inizia il suo cammino con gli USA, vincendo 3-1, poi viene sconfitta 3-2 dal Brasile dopo un lungo tie-break; rimedia vincendo in sequenza con Australia e Paesi Bassi (3-0 entrambe), poi cede ancora al tie-break con la Russia, qualificandosi comunque come seconda nel girone. Nei quarti sconfigge l'Argentina per 3-1, e in semifinale la Russia per 3-0. In finale l'Italia affronta nuovamente il Brasile, perdendo il primo set, vincendo il secondo e poi cedendo sempre nel finale di set nei due successivi.
Nel 2005 l'Italia giunge solo settima nella World League (peggior risultato di sempre). Nel Campionato europeo maschile di pallavolo 2005, nella finale di Roma giocata davanti ai 12.000 spettatori del PalaLottomatica, l'Italia batte la Russia al quinto set e vince l'europeo confermando il successo di due anni prima.

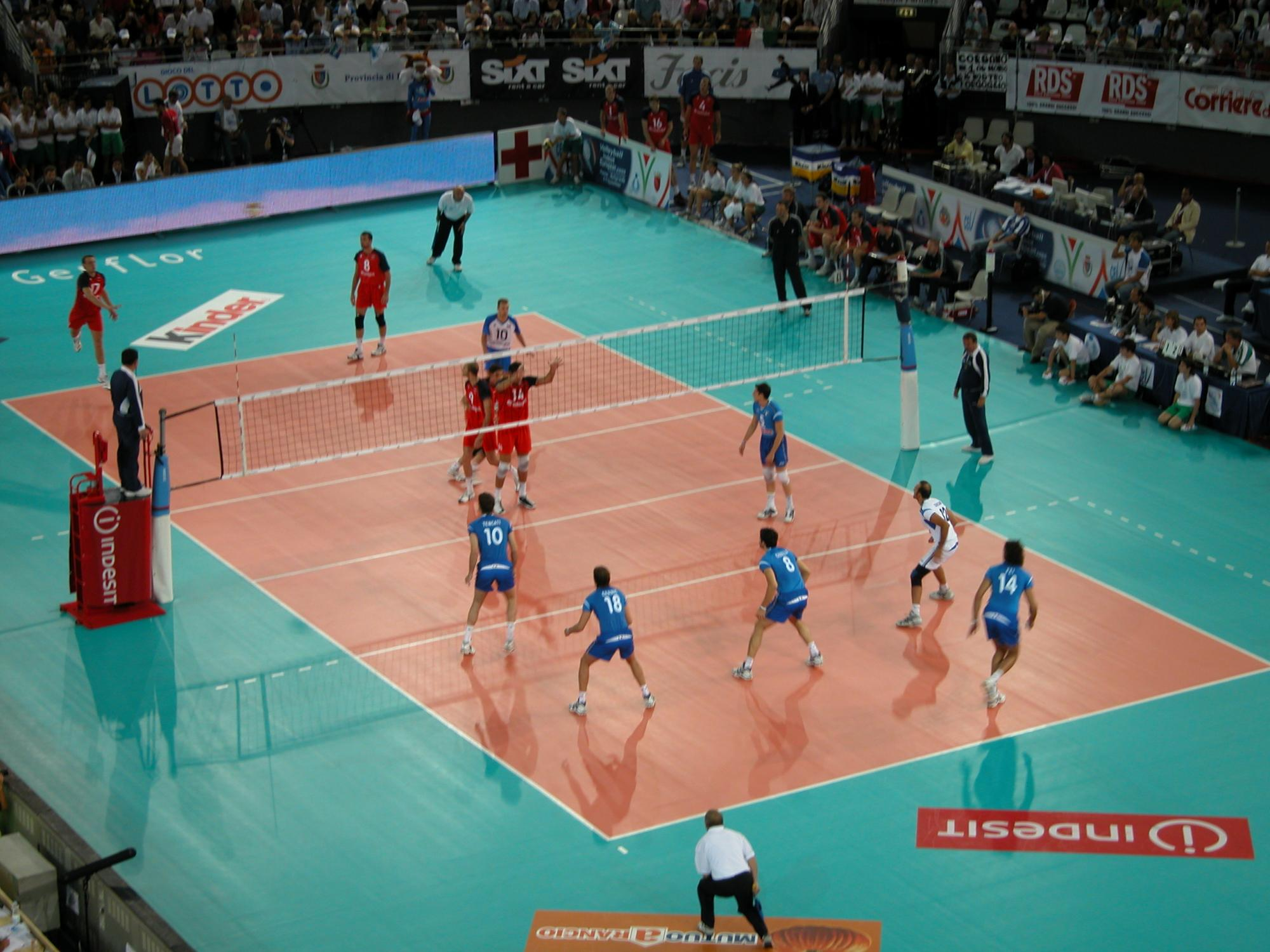
Una sfida tra Italia e Russia all'europeo 2005

Nel 2006 l'Italia giunge sesta nella World League e quinta nel mondiale.
Il 2007 è un anno di grande ricambio generazionale, e della nazionale degli anni 1990 non rimane nessuno: l'addio del capitano Samuele Papi segue quelli di Andrea Sartoretti e Andrea Giani. L'Italia che si presenta al via della World League è completamente rinnovata: gli unici "senatori" in campo sono Alberto Cisolla (nuovo capitano), Valerio Vermiglio, Alessandro Fei e Luigi Mastrangelo. A quattro gare dalla fine del girone di qualificazione l'Italia è già matematicamente estromessa dalla fase finale della World League e non riceverà la wild card. All'Europeo 2007 le cose non vanno molto meglio: l'Italia supera la prima fase a fatica, con la Finlandia (rivelazione del torneo) che all'esordio viene superata solo al quinto set, la debole Croazia battuta per 3-1 e la Bulgaria che sommerge gli Azzurri per 3-0; l'Italia accede comunque alla seconda fase, dove batte il Belgio, perde 3-2 contro la Russia (ottenendo già la matematica esclusione) e batte 3-2 la quotata Polonia, e per la prima volta dal 1989 gli Azzurri sono fuori dal podio europeo.

### La seconda era Anastasi
Andrea Anastasi, campione d'Europa con la Spagna maschile, torna a essere CT dell'Italia e ricomincia da dove si era interrotto il primo ciclo, quando guidò la sua ultima Italia nell'All Star Game di Trieste del novembre 2002.
Dopo una World League 2008 deludente, la Nazionale si qualifica per le Olimpiadi di Pechino 2008 all'ultima occasione, grazie al torneo di qualificazione disputato in Giappone dal 31 maggio all'8 giugno 2008. Memorabile la partita d'esordio degli Azzurri contro i padroni di casa: sotto per 2 set a 1, sul 24 a 17 per gli asiatici, un filotto positivo in battuta di Emanuele Birarelli permette alla squadra di vincere inaspettatamente il set e poi l'incontro.

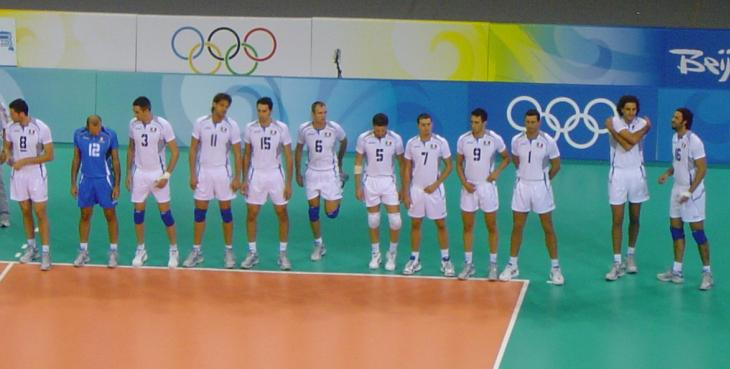
La nazionale al torneo olimpico 2008

L'avventura nel torneo olimpico segna il ritorno della formazione italiana tra le prime squadre al mondo. Dopo la conquista del secondo posto nel Gruppo A (insieme a Stati Uniti, Bulgaria, Cina, Venezuela e Giappone) il sestetto capitanato da Alberto Cisolla supera al tie-break la tenace formazione polacca di Michał Winiarski. In semifinale gli Azzurri devono invece arrendersi alla nazionale campione olimpica in carica, il Brasile, e perdono poi 3-0 nella finale per il 3º-4º posto contro la Russia. Seppur dimostrando ancora notevoli difficoltà nell'affrontare le nazionali più forti, grazie a questo risultato la nazionale italiana prolunga la serie positiva ai Giochi olimpici: da Atlanta 1996 infatti, la compagine di pallavolo approda almeno alle semifinali.
Nel 2009 invece la nazionale fa una pessima figura al Campionato europeo in Turchia, non andando oltre il 10º posto; vince infatti solo due partite (contro Rep. Ceca e Finlandia) sulle sei totali disputate. 
Nel 2010, dopo tre anni di assenza, l'Italia ritorna a disputare le Final Six di World League arrivando sesta. A fine settembre si disputa il Campionato mondiale in Italia. Nella gara d'esordio l'Italia supera il Giappone con un netto 3-0, e inanella una serie di vittorie che le permette di superare le prime due fasi del torneo, arrivando in una sola partita al tie-break, la vittoria 3-2 sull'Iran; approdando così in semifinale da imbattuta, cosa che non accadeva dal vittorioso mondiale del 1998, e incontra il favorito Brasile che infligge agli azzurri la prima, e più amara, sconfitta per 3 set a 1. Nella finale per il 3º posto incontra la Serbia che le infligge la seconda sconfitta del mondiale, sempre per 3-1.

### L'era Berruto

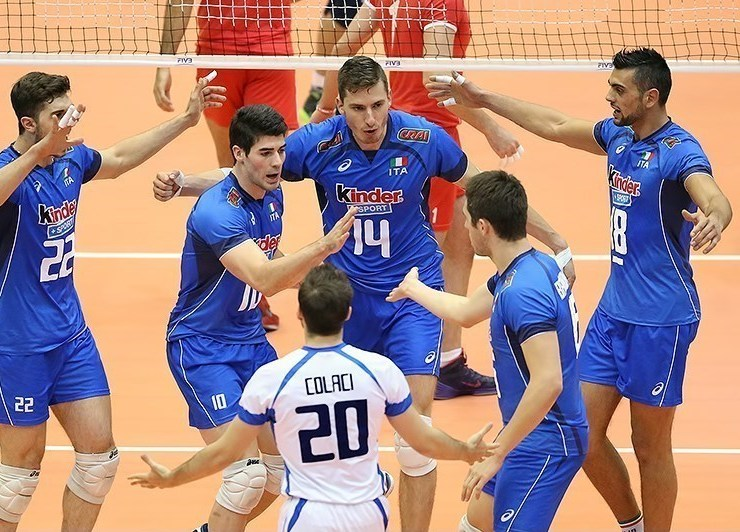
Gli azzurri nel corso della sfida di World League 2014 contro l'Iran

Nel 2011 la nazionale viene affidata a Mauro Berruto, fino ad allora allenatore della Lube Macerata. Il nuovo tecnico deve subito far fronte al ritiro dalla nazionale del capitano Alessandro Fei, sostituito nel ruolo di opposto da Michał Łasko. Viene promosso nel ruolo di capitano lo schiacciatore Cristian Savani. Berruto effettua inoltre un notevole rinnovamento, promuovendo nel sestetto titolare il palleggiatore Dragan Travica e lo schiacciatore Ivan Zaytsev.
Il primo appuntamento ufficiale del nuovo corso è la World League, in cui la nazionale, dopo aver vinto agevolmente il proprio girone, ripete il risultato dell'anno precedente arrivando al sesto posto nella Final Eight di Danzica.
Al Campionato europeo di settembre, Berruto torna a convocare Luigi Mastrangelo. La nazionale inizia bene la rassegna continentale, superando agevolmente il proprio girone e sconfiggendo ai quarti la Finlandia. In semifinale ci sono i campioni in carica della Polonia, dove gli azzurri sfoderano una grande prestazione e battono gli avversari con un secco 3-0. In finale la nazionale incontra la Serbia, già incontrata nella finale 3º/4º posto al Campionato mondiale: in una gara molto tirata la spunta la Serbia per 3-1, e gli azzurri devono dunque accontentarsi della medaglia d'argento, prima medaglia del nuovo corso.
Tra la fine di novembre e l'inizio di dicembre, la squadra partecipa alla Coppa del Mondo in Giappone, competizione che fornisce tre pass diretti per i Giochi Olimpici. L'Italia, che vede il rientro di Alessandro Fei nel ruolo di centrale, nonostante le prestigiose vittorie su Brasile e Stati Uniti non riesce a qualificarsi per soli due set (differenza set con il Brasile). Ma la qualificazione ai Giochi della XXX Olimpiade è solo rimandata: i ragazzi di Mauro Berruto infatti ottengono il pass olimpico nel preolimpico Europeo, disputatosi a Sofia dall'8 al 13 maggio, a spese della coriacea Germania dopo una partita tirata finita soltanto al quinto set. A Londra 2012 gli azzurri conquistano il bronzo battendo 3-1 la Bulgaria.

### L'era Blengini

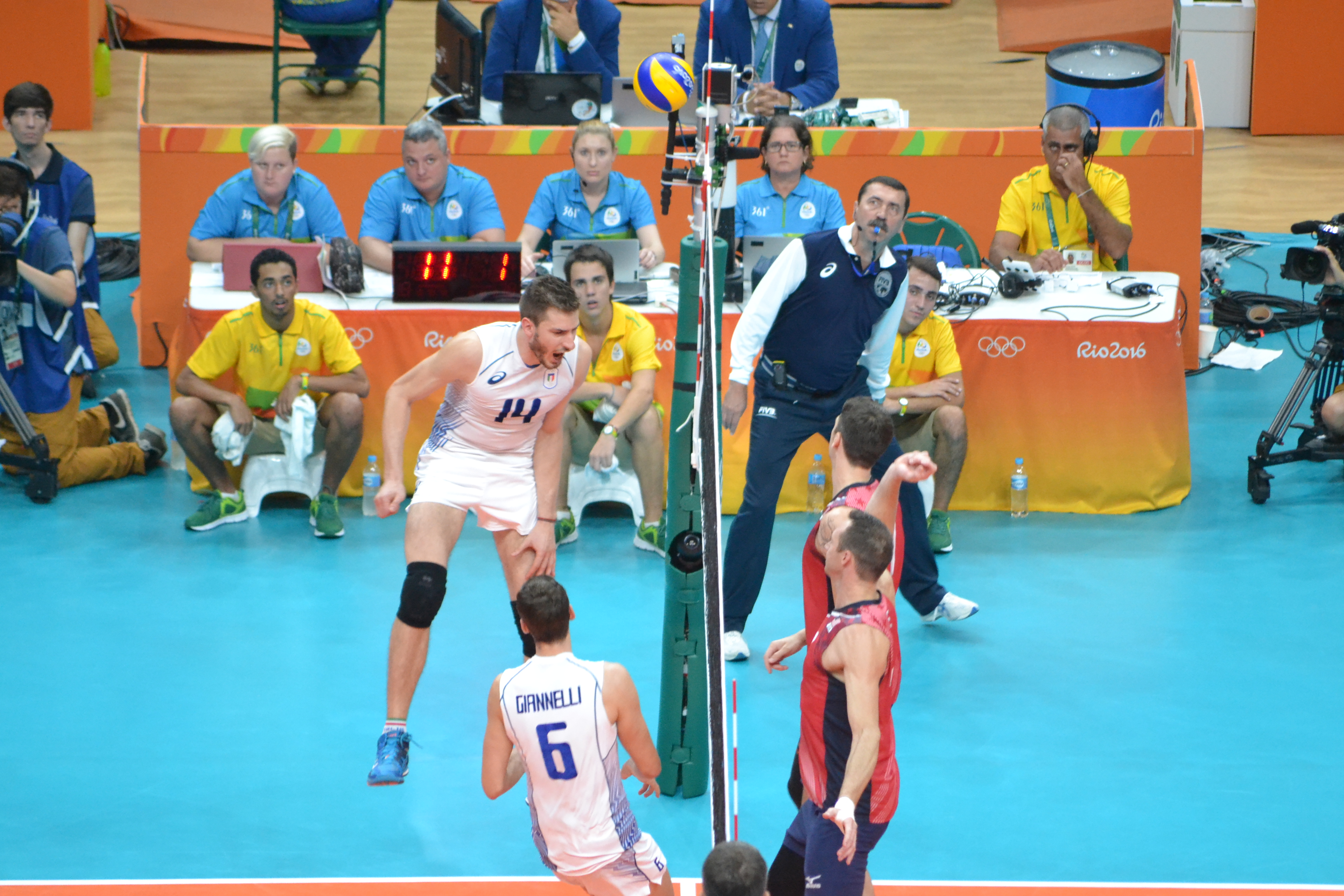
La semifinale del torneo olimpico 2016 tra Italia e Stati Uniti

Nell'estate del 2015 Mauro Berruto si dimette da allenatore della nazionale e il suo posto in panchina sarà preso da Gianlorenzo Blengini, suo vice: con il nuovo allenatore, la nazionale vince la medaglia d'argento alla Coppa del Mondo, che vale anche la qualificazione ai Giochi della XXXI Olimpiade, e quella di bronzo al campionato europeo. Alle Olimpiadi di Rio 2016 la squadra ottiene per la terza volta la medaglia d'argento, battuta in finale per 3-0 dal Brasile, mentre al campionato europeo dell'anno successivo viene eliminata ai quarti di finale dal Belgio.
Nel Mondiale 2018, ospitato in casa insieme alla Bulgaria, gli azzurri arrivano al quinto posto, eliminati nella terza fase. Ai Giochi della XXXII Olimpiade di Tokyo, nel 2021, gli azzurri vengono eliminati ai quarti di finale dall'Argentina.

### L'era De Giorgi
Subito dopo le Olimpiadi, Ferdinando De Giorgi subentra a Gianlorenzo Blengini. Il primo impegno del nuovo CT è il campionato europeo 2021, dove la squadra, pur affrontando il maggiore ricambio generazionale da quindici anni a quella parte, riesce a vincere la competizione continentale per la settima volta battendo in finale la Slovenia; questa prestazione, assieme a quelle di altri rappresentanti dell'Italia principalmente in ambito sportivo, venne ricompresa dalla stampa nella locuzione estate d'oro dello sport italiano. L'anno successivo, dopo la medaglia di bronzo ai Giochi del Mediterraneo e il quarto posto alla Volleyball Nations League, l'Italia conquista il quarto campionato mondiale della sua storia, sconfiggendo nell'atto finale del torneo la Polonia campione in carica; nel 2025 si aggiudica la medaglia d'argento alla Volleyball Nations League, battuta in finale dalla Polonia.

## Rosa
Segue la rosa dei giocatori convocati per i Giochi della XXXIII Olimpiade.
| N° | Nome                   | Ruolo | Data di nascita  | Squadra            |
| -- | ---------------------- | ----- | ---------------- | ------------------ |
| 5  | Alessandro Michieletto | S     | 5 dicembre 2001  | Trentino           |
| 6  | Simone Giannelli       | P     | 9 agosto 1996    | Sir Safety Perugia |
| 7  | Fabio Balaso           | L     | 20 ottobre 1995  | Lube               |
| 8  | Riccardo Sbertoli      | P     | 23 maggio 1998   | Trentino           |
| 11 | Giovanni Sanguinetti   | C     | 14 aprile 2000   | Modena             |
| 12 | Mattia Bottolo         | S     | 3 gennaio 2000   | Lube               |
| 14 | Gianluca Galassi       | C     | 24 luglio 1997   | Milano             |
| 15 | Daniele Lavia          | S     | 4 novembre 1999  | Trentino           |
| 16 | Yuri Romanò            | O     | 26 luglio 1997   | You Energy         |
| 19 | Roberto Russo          | C     | 23 febbraio 1997 | Sir Safety Perugia |
| 23 | Alessandro Bovolenta   | O     | 27 maggio 2004   | Porto Robur Costa  |
| 28 | Gabriele Laurenzano    | L     | 12 giugno 2003   | Trentino           |
| 31 | Luca Porro             | S     | 9 maggio 2004    | Padova             |

## Record individuali
Tabella aggiornata al 12 agosto 2012. L'asterisco indica giocatori ancora in attività, le statistiche dei quali possono cambiare in futuro.

## Lista dei commissari tecnici
- Pietro Bernardi (1947)
- Angelo Costa (1947-1949)
- Renzo Del Chicca (1949-1953)
- Ivan Trinajstic (1953-1966)
- Josef Kozák (1966-1969)
- Odone Federzoni (1969-1974)
- Odone Federzoni e Josef Kozak (Campionato mondiale 1970)
- Franco Anderlini (1974-1976)
- Adriano Pavlica (1976-1977)
- Edward Skorek (1978)
- Carmelo Pittera (1978-1988)
- Michelangelo Lo Bianco (1988)
- Julio Velasco (1988-1996)
- Paulo Roberto de Freitas (1996-1998)
- Andrea Anastasi (1998-2002)
- Kim Ho-chul (2001)
- Gian Paolo Montali (2002-2007)
- Andrea Anastasi (2007-2010)
- Mauro Berruto (2010-2015)
- Gianlorenzo Blengini (2015-2021)
- Ferdinando De Giorgi (2021- )

## Medagliere
| Anno | Luogo          | Nazione     | Manifestazione               | Tecnico                  | Medaglia |
| ---- | -------------- | ----------- | ---------------------------- | ------------------------ | -------- |
| 1948 | Roma           | Italia      | Campionato europeo           | Angelo Costa             | Bronzo   |
| 1959 | Beirut         | Libano      | Giochi del Mediterraneo      | Ivan Trinajstic          | Oro      |
| 1963 | Napoli         | Italia      | Giochi del Mediterraneo      | Ivan Trinajstic          | Argento  |
| 1970 | Torino         | Italia      | Universiade                  | Odone Federzoni          | Oro      |
| 1975 | Algeri         | Algeria     | Giochi del Mediterraneo      | Franco Anderlini         | Argento  |
| 1978 | Roma           | Italia      | Campionato mondiale          | Carmelo Pittera          | Argento  |
| 1983 | Rabat          | Marocco     | Giochi del Mediterraneo      | Silvano Prandi           | Oro      |
| 1983 | Edmonton       | Canada      | Universiade                  | Silvano Prandi           | Bronzo   |
| 1984 | Los Angeles    | Stati Uniti | Giochi olimpici              | Silvano Prandi           | Bronzo   |
| 1989 | Stoccolma      | Svezia      | Campionato europeo           | Julio Velasco            | Oro      |
| 1989 | Tokyo          | Giappone    | Coppa del Mondo              | Julio Velasco            | Argento  |
| 1990 | Tokyo          | Giappone    | World Top Four               | Julio Velasco            | Argento  |
| 1990 | Rio de Janeiro | Brasile     | Campionato mondiale          | Julio Velasco            | Oro      |
| 1990 | Seattle        | Stati Uniti | Goodwill Games               | Julio Velasco            | Oro      |
| 1990 | Osaka          | Giappone    | World League                 | Julio Velasco            | Oro      |
| 1991 | Milano         | Italia      | World League                 | Julio Velasco            | Oro      |
| 1991 | Atene          | Grecia      | Giochi del Mediterraneo      | Julio Velasco            | Oro      |
| 1991 | Berlino        | Germania    | Campionato europeo           | Julio Velasco            | Argento  |
| 1992 | Genova         | Italia      | World League                 | Julio Velasco            | Oro      |
| 1993 | Tokyo          | Giappone    | Grand Champions Cup          | Julio Velasco            | Oro      |
| 1993 | Turku          | Finlandia   | Campionato europeo           | Julio Velasco            | Oro      |
| 1993 | San Paolo      | Brasile     | World League                 | Julio Velasco            | Bronzo   |
| 1994 | Tokyo          | Giappone    | World Top Four               | Julio Velasco            | Oro      |
| 1994 | Atene          | Grecia      | Campionato mondiale          | Julio Velasco            | Oro      |
| 1994 | Milano         | Italia      | World League                 | Julio Velasco            | Oro      |
| 1995 | Tokyo          | Giappone    | Coppa del Mondo              | Julio Velasco            | Oro      |
| 1995 | Atene          | Grecia      | Campionato europeo           | Julio Velasco            | Oro      |
| 1995 | Rio de Janeiro | Brasile     | World League                 | Julio Velasco            | Oro      |
| 1996 | Tokyo          | Giappone    | World Super Challenge        | Julio Velasco            | Oro      |
| 1996 | Atlanta        | Stati Uniti | Giochi olimpici              | Julio Velasco            | Argento  |
| 1996 | Rotterdam      | Paesi Bassi | World League                 | Julio Velasco            | Argento  |
| 1997 | Mosca          | Russia      | World League                 | Paulo Roberto de Freitas | Oro      |
| 1997 | Eindhoven      | Paesi Bassi | Campionato europeo           | Paulo Roberto de Freitas | Bronzo   |
| 1998 | Tokyo          | Giappone    | Campionato mondiale          | Paulo Roberto de Freitas | Oro      |
| 1999 | Tokyo          | Giappone    | Coppa del Mondo              | Andrea Anastasi          | Bronzo   |
| 1999 | Vienna         | Austria     | Campionato europeo           | Andrea Anastasi          | Oro      |
| 1999 | Mar del Plata  | Argentina   | World League                 | Andrea Anastasi          | Oro      |
| 2000 | Rotterdam      | Paesi Bassi | World League                 | Andrea Anastasi          | Oro      |
| 2000 | Sydney         | Australia   | Giochi olimpici              | Andrea Anastasi          | Bronzo   |
| 2001 | Ostrava        | Rep. Ceca   | Campionato europeo           | Andrea Anastasi          | Argento  |
| 2001 | Katowice       | Polonia     | World League                 | Andrea Anastasi          | Argento  |
| 2001 | Tunisi         | Tunisia     | Giochi del Mediterraneo      | Kim Ho-chul              | Oro      |
| 2003 | Tokyo          | Giappone    | Coppa del Mondo              | Gian Paolo Montali       | Argento  |
| 2003 | Berlino        | Germania    | Campionato europeo           | Gian Paolo Montali       | Oro      |
| 2003 | Madrid         | Spagna      | World League                 | Gian Paolo Montali       | Bronzo   |
| 2004 | Atene          | Grecia      | Giochi olimpici              | Gian Paolo Montali       | Argento  |
| 2004 | Roma           | Italia      | World League                 | Gian Paolo Montali       | Argento  |
| 2005 | Roma           | Italia      | Campionato europeo           | Gian Paolo Montali       | Oro      |
| 2005 | Tokyo          | Giappone    | Grand Champions Cup          | Gian Paolo Montali       | Bronzo   |
| 2009 | Pescara        | Italia      | Giochi del Mediterraneo      | Lorenzo Bernardi         | Oro      |
| 2011 | Vienna         | Austria     | Campionato europeo           | Mauro Berruto            | Argento  |
| 2012 | Londra         | Regno Unito | Giochi olimpici              | Mauro Berruto            | Bronzo   |
| 2013 | Mersina        | Turchia     | Giochi del Mediterraneo      | Andrea Giani             | Oro      |
| 2013 | Mar del Plata  | Argentina   | World League                 | Mauro Berruto            | Bronzo   |
| 2013 | Copenaghen     | Danimarca   | Campionato europeo           | Mauro Berruto            | Argento  |
| 2013 | Tokyo          | Giappone    | Grand Champions Cup          | Mauro Berruto            | Bronzo   |
| 2014 | Firenze        | Italia      | World League                 | Mauro Berruto            | Bronzo   |
| 2015 | Tokyo          | Giappone    | Coppa del Mondo              | Gianlorenzo Blengini     | Argento  |
| 2015 | Sofia          | Bulgaria    | Campionato europeo           | Gianlorenzo Blengini     | Bronzo   |
| 2016 | Rio de Janeiro | Brasile     | Giochi olimpici              | Gianlorenzo Blengini     | Argento  |
| 2017 | Osaka          | Giappone    | Grand Champions Cup          | Gianlorenzo Blengini     | Argento  |
| 2018 | Tarragona      | Spagna      | Giochi del Mediterraneo      | Gianluca Graziosi        | Oro      |
| 2019 | Napoli         | Italia      | Universiade                  | Gianluca Graziosi        | Oro      |
| 2021 | Katowice       | Polonia     | Campionato europeo           | Ferdinando De Giorgi     | Oro      |
| 2022 | Orano          | Algeria     | Giochi del Mediterraneo      | Vincenzo Fanizza         | Bronzo   |
| 2022 | Katowice       | Polonia     | Campionato mondiale          | Ferdinando De Giorgi     | Oro      |
| 2023 | Chengdu        | Cina        | Giochi mondiali universitari | Vincenzo Fanizza         | Oro      |
| 2023 | Roma           | Italia      | Campionato europeo           | Ferdinando De Giorgi     | Argento  |
| 2025 | Ningbo         | Cina        | Volleyball Nations League    | Ferdinando De Giorgi     | Argento  |

## Risultati

### Competizioni FIVB
| 1964 | non qualificata | -            |
| 1968 | non qualificata | -            |
| 1972 | non qualificata | -            |
| 1976 | 8º posto        | Convocazioni |
| 1980 | 9º posto        | Convocazioni |
| 1984 | 3º posto        | Convocazioni |
| 1988 | 9º posto        | Convocazioni |
| 1992 | 5º posto        | Convocazioni |
| 1996 | 2º posto        | Convocazioni |
| 2000 | 3º posto        | Convocazioni |
| 2004 | 2º posto        | Convocazioni |
| 2008 | 4º posto        | Convocazioni |
| 2012 | 3º posto        | Convocazioni |
| 2016 | 2º posto        | Convocazioni |
| 2020 | 6º posto        | Convocazioni |
| 2024 | 4º posto        | Convocazioni |

| 1949 | 8º posto        | Convocazioni |
| 1952 | non qualificata | -            |
| 1956 | 14º posto       | Convocazioni |
| 1960 | non qualificata | -            |
| 1962 | 14º posto       | Convocazioni |
| 1966 | 16º posto       | Convocazioni |
| 1970 | 15º posto       | Convocazioni |
| 1974 | 19º posto       | Convocazioni |
| 1978 | 2º posto        | Convocazioni |
| 1982 | 14º posto       | Convocazioni |
| 1986 | 11º posto       | Convocazioni |
| 1990 | 1º posto        | Convocazioni |
| 1994 | 1º posto        | Convocazioni |
| 1998 | 1º posto        | Convocazioni |
| 2002 | 5º posto        | Convocazioni |
| 2006 | 5º posto        | Convocazioni |
| 2010 | 4º posto        | Convocazioni |
| 2014 | 13º posto       | Convocazioni |
| 2018 | 5º posto        | Convocazioni |
| 2022 | 1º posto        | Convocazioni |

| 2018 | 8º posto  | Convocazioni |
| 2019 | 8º posto  | Convocazioni |
| 2021 | 10º posto | Convocazioni |
| 2022 | 4º posto  | Convocazioni |
| 2023 | 4º posto  | Convocazioni |
| 2024 | 5º posto  | Convocazioni |
| 2025 | 2º posto  | Convocazioni |

| 1965 | non qualificata | -            |
| 1969 | non qualificata | -            |
| 1977 | non qualificata | -            |
| 1981 | 7º posto        | Convocazioni |
| 1985 | non qualificata | -            |
| 1989 | 2º posto        | Convocazioni |
| 1991 | non qualificata | -            |
| 1995 | 1º posto        | Convocazioni |
| 1999 | 3º posto        | Convocazioni |
| 2003 | 2º posto        | Convocazioni |
| 2007 | non qualificata | -            |
| 2011 | 4º posto        | Convocazioni |
| 2015 | 2º posto        | Convocazioni |
| 2019 | 7º posto        | Convocazioni |
| 2023 | non qualificata | -            |

### Competizioni CEV
| 1948 | 3º posto        | Convocazioni |
| 1950 | non qualificata | -            |
| 1951 | 8º posto        | Convocazioni |
| 1955 | 9º posto        | Convocazioni |
| 1958 | 10º posto       | Convocazioni |
| 1963 | 10º posto       | Convocazioni |
| 1967 | 8º posto        | Convocazioni |
| 1971 | 8º posto        | Convocazioni |
| 1975 | 10º posto       | Convocazioni |
| 1977 | 8º posto        | Convocazioni |
| 1979 | 5º posto        | Convocazioni |
| 1981 | 7º posto        | Convocazioni |
| 1983 | 4º posto        | Convocazioni |
| 1985 | 6º posto        | Convocazioni |
| 1987 | 9º posto        | Convocazioni |
| 1989 | 1º posto        | Convocazioni |
| 1991 | 2º posto        | Convocazioni |
| 1993 | 1º posto        | Convocazioni |
| 1995 | 1º posto        | Convocazioni |
| 1997 | 3º posto        | Convocazioni |
| 1999 | 1º posto        | Convocazioni |
| 2001 | 2º posto        | Convocazioni |
| 2003 | 1º posto        | Convocazioni |
| 2005 | 1º posto        | Convocazioni |
| 2007 | 6º posto        | Convocazioni |
| 2009 | 10º posto       | Convocazioni |
| 2011 | 2º posto        | Convocazioni |
| 2013 | 2º posto        | Convocazioni |
| 2015 | 3º posto        | Convocazioni |
| 2017 | 5º posto        | Convocazioni |
| 2019 | 6º posto        | Convocazioni |
| 2021 | 1º posto        | Convocazioni |
| 2023 | 2º posto        | Convocazioni |

### Competizioni zonali
| 1959 | 1º posto        | Convocazioni |
| 1963 | 2º posto        | Convocazioni |
| 1967 | non qualificata | -            |
| 1971 | non qualificata | -            |
| 1975 | 2º posto        | Convocazioni |
| 1979 | 4º posto        | Convocazioni |
| 1983 | 1º posto        | Convocazioni |
| 1987 | 3º posto        | Convocazioni |
| 1991 | 1º posto        | Convocazioni |
| 1993 | non qualificata | -            |
| 1997 | 4º posto        | Convocazioni |
| 2001 | 1º posto        | Convocazioni |
| 2005 | 5º posto        | Convocazioni |
| 2009 | 1º posto        | Convocazioni |
| 2013 | 1º posto        | Convocazioni |
| 2018 | 1º posto        | Convocazioni |
| 2022 | 3º posto        | Convocazioni |

| 2015 | 11º posto | Convocazioni |

### Competizioni estinte
| 1990 | 1º posto  | Convocazioni |
| 1991 | 1º posto  | Convocazioni |
| 1992 | 1º posto  | Convocazioni |
| 1993 | 3º posto  | Convocazioni |
| 1994 | 1º posto  | Convocazioni |
| 1995 | 1º posto  | Convocazioni |
| 1996 | 2º posto  | Convocazioni |
| 1997 | 1º posto  | Convocazioni |
| 1998 | 4º posto  | Convocazioni |
| 1999 | 1º posto  | Convocazioni |
| 2000 | 1º posto  | Convocazioni |
| 2001 | 2º posto  | Convocazioni |
| 2002 | 4º posto  | Convocazioni |
| 2003 | 3º posto  | Convocazioni |
| 2004 | 2º posto  | Convocazioni |
| 2005 | 7º posto  | Convocazioni |
| 2006 | 6º posto  | Convocazioni |
| 2007 | 9º posto  | Convocazioni |
| 2008 | 7º posto  | Convocazioni |
| 2009 | 7º posto  | Convocazioni |
| 2010 | 6º posto  | Convocazioni |
| 2011 | 6º posto  | Convocazioni |
| 2012 | 11º posto | Convocazioni |
| 2013 | 3º posto  | Convocazioni |
| 2014 | 3º posto  | Convocazioni |
| 2015 | 5º posto  | Convocazioni |
| 2016 | 4º posto  | Convocazioni |
| 2017 | 12º posto | Convocazioni |

| 1993 | 1º posto        | Convocazioni |
| 1997 | non qualificata | -            |
| 2001 | non qualificata | -            |
| 2005 | 3º posto        | Convocazioni |
| 2009 | non qualificata | -            |
| 2013 | 3º posto        | Convocazioni |
| 2017 | 2º posto        | Convocazioni |

| 1988 | non qualificata | -            |
| 1990 | 2º posto        | Convocazioni |
| 1992 | non qualificata | -            |
| 1994 | 1º posto        | Convocazioni |

| 1996 | 1º posto | Convocazioni |

### Competizioni amichevoli
| 1986 | non qualificata | -            |
| 1990 | 1º posto        | Convocazioni |